# エロトマニア
エロトマニア（英: Erotomania）とは、妄想性障害のひとつであり、自分が相手に愛されているものだと妄想的確信を抱いている状態。この症状を分析したフランス人精神科医の名前から別名「クレランボー症候群（Clérambault's syndrome）」とも言う。日本語では「恋愛妄想」「被愛妄想」や「恋愛妄想などの妄想症」と訳される。

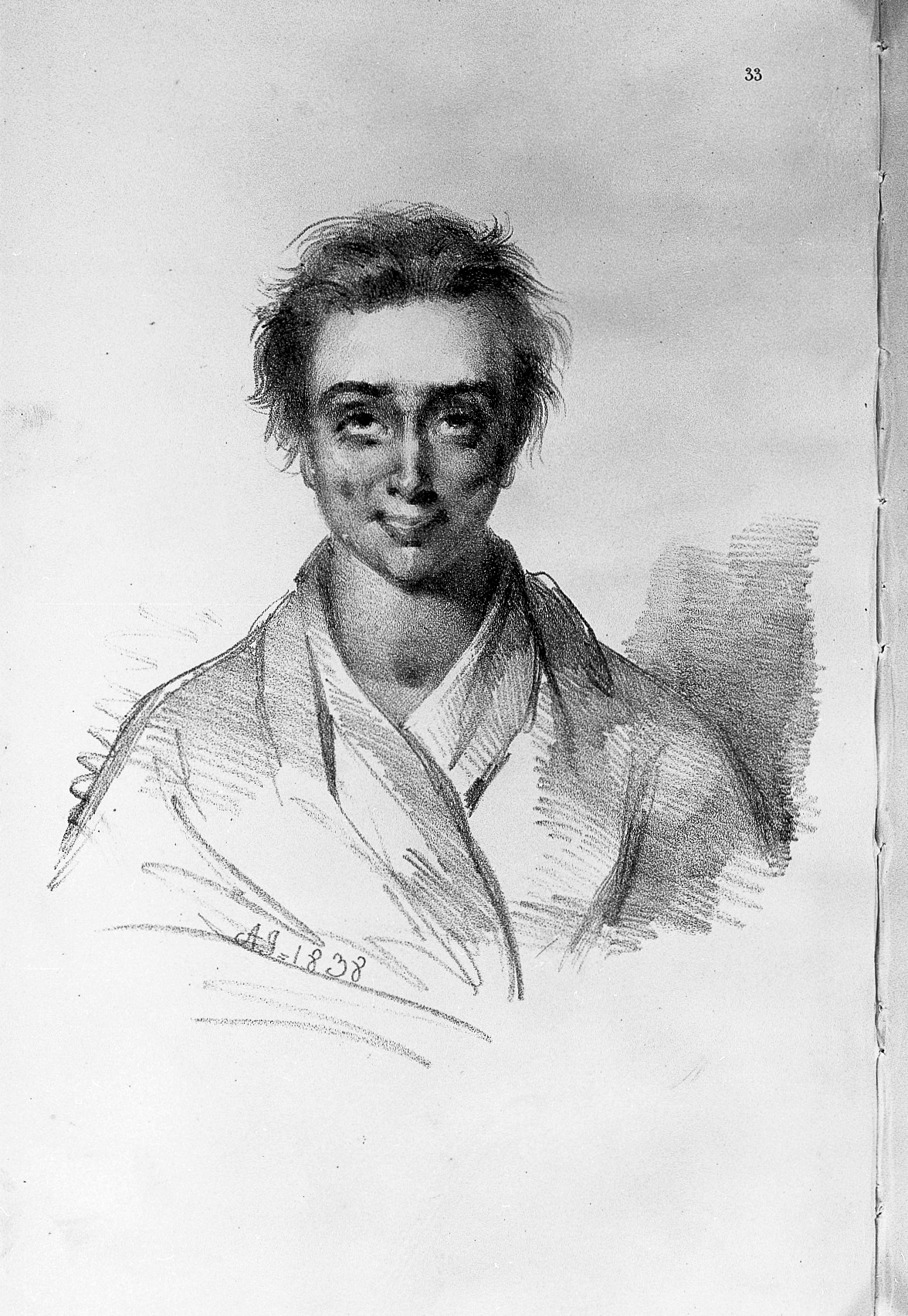
エロトマニアの障害に苦しむ女性

その対象は、多くは自分よりも社会的地位の上の人である。自分のアイデンティティーに充実感を見出せないため、自分以外の人を通して満ち足りた気分を味わおうとし、大抵の場合は本人よりも社会的地位や階級の高いと考えられている人物と結びつきたいと切望する。その妄想は決して揺るがない。

## 概略
女性色情症（Nymphomania）とは正反対の概念であるにもかかわらず、日本語でのエロトマニアという語は色情症や異常性欲の一種だと混同されやすい。しかし、これはストーカーの原因となる妄想症状の一種で、れっきとした精神病である。この「相手に愛されている」といった確信は元より根拠がない場合がほとんどであり、完全な虚構や妄想である。しかしその確信が揺らぐことはない。
症名はフランスのエスキロール博士によって命名。クレランボー博士（Gaëtan Gatian de Clérambault、1872–1934年)により研究され、1921年に出版された「Les Psychoses Passionelles」に記載されている。クレランボー博士によれば、自分が相手に好意を抱いているという自覚すらないものがある（この場合、相手こそが自分に対して好意を抱いているという妄想）。ストーカー行為に及んでも罪悪感や自覚意識がほとんどないのが特徴という。
さらにこの症状は、相手が自分に対して拒否・嫌悪・逃避するような行動を取ると、「第三者による妨害」や「愛ゆえの逃避」「嫌がらせ（好き避け）」や「毛嫌いする行動を取ることで自分を試している」などといった過大解釈をするようになり、ますます相手に対する行動が悪化する傾向である。男性がこの症状になった場合、フラストレーションから暴力的な行為に走りやすい。
アメリカ人精神科医のドリーン・オライオン(Doreen Orion,M.D.)によれば、エロトマニアの妄想にとりつかれた者が求めやまないのは、本人が理想化し心から愛する相手との、肉体的ではなくロマンティックで形而上的（精神的）ともいえる一体感である。この種の妄想はきわめて執拗で何年も続く事が多く、別の対象を見つけない限り終わらないという。多数の研究の見解からもエロトマニアの場合、対象からの強制的な隔離、禁止命令の取得や収監などの法的な介入により隔離が必要である 。ストーカーの中にはエロトマニア妄想を伴う精神分裂症など、多くは他の精神病をかかえている 。エロトマニアは、十代の若者と同様に、対象の反応を誤解する。相手の何でもない行動や素振を、気のある素振を見せたと思い込んで舞い上がり、この期待に満ちた思いを潤色してグロテスクにゆがめるため、勝手な思い違いをいつまでも繰り返し、どんなにはっきり拒絶されても、愛を告白されたものと誤解してしまう。
司法精神科医のDr.リード・メロイは、愛の対象を長い間必死になって追い求め続けさえすれば、対象もいつか必ず自分の愛にこたえてくれるという過剰に理想化された考えを持つ人物を「ボーダーライン・エロトマニア型妄想性障害」と命名した。ボーダーライン・エロトマニアは、過剰な理想化は真の妄想より現実に基づいているため、妄想に取り付かれたエロトマニアと違って、大抵の場合、どんなささいなことであれ、対象と接触してから異常な執着を持つ様になるという。ストーキング行為に出る可能性があり、求愛をやめるよう説得するのも同じくらい難しいと考えられている。

## エロトマニアを題材としたフィクション作品
- 愛の続き（イアン・マキューアン）
- Jの悲劇（愛の続きを映画化した作品）
- クリミナルマインド（シーズン1第5話）
- ロー&オーダー（シーズン3第17話）
- 被愛妄想（エロトマニアの女生徒を扱った日本の漫画作品）
- 愛してる、愛してない... (2002 仏映画)